# سنجاقک آبشار
سنجاقک آبشار (نام علمی: Thaumatoneura inopinata) نام یک گونه از خانواده صاف‌بالان است.